# Gião (Santa Maria da Feira)
Gião ist ein Ort und eine ehemalige Gemeinde (Freguesia) im portugiesischen Kreis Santa Maria da Feira. Die Gemeinde hatte 1839 Einwohner (Stand 30. Juni 2011).
Am 29. September 2013 wurden die Gemeinden Gião, Louredo, Guisande und Lobão zur neuen Gemeinde União das Freguesias de Lobão, Gião, Louredo e Guisande zusammengeschlossen.